# 1804年10月5日の軍事行動
1804年10月5日の軍事行動 （1804ねん10がつ5かのぐんじこうどう、Action of 5 October 1804）（スペイン名：「サンタ・マリア岬の戦い」、La Batalla del Cabo de Santa María）はポルトガル南端のサンタ･マリア岬沖で、イギリス艦隊により、交戦状態に無いスペイン艦隊に対して起こされた軍事行動、海戦。
イギリスとスペインは当時戦争状態になかったが、1804年10月5日、財宝を満載したスペイン艦隊（ドン・ホセ・ブスタマンテ・イ・グエラ少将指揮）と、そのスペイン本国入港を阻止しようとするイギリス艦隊（グレアム・ムーア代将（先任艦長）指揮）との間で戦闘が発生した。

## 背景
当時スペインは、フランス帝国との密約によって、イギリスに宣戦布告しない限りフランスに毎年7200万フランを支払わなければならなかった。イギリスはそれを知り、財宝を載せた艦隊が本国に到着し次第、スペインがイギリスに宣戦布告する可能性が高いと判断した。イギリスは、その艦隊が南アメリカ大陸を出発した日やその位置、さらに法律によりカディスにしか入港できないことを知っていたため、それを妨害するための戦隊を配置するのはさして難しいことではなかった。
ブスタマンテは、4隻のフリゲートに金銀やそれと同じくらい貴重な貨物を満載して、1804年8月9日にモンテビデオを出帆した。9月22日、イギリスの海軍中将コリンウッド卿は44門フリゲート「インディファティガブル」の艦長グレアム・ムーアに、できれば平和裡に、その艦隊のスペイン到着を阻止し、捕獲するよう命じた。
ムーアの艦は9月29日にカディス沖に到着し、10月2日には「ライブリー」と、その翌日には「メデューサ」および「アンフィオン」と合流した。そしてフリゲート4隻で横陣を形成し、カディスへの航路を監視した。

## 戦闘
10月5日の払暁、スペインのフリゲート艦隊はポルトガルの海岸を視認した。そして午前7時、イギリスのフリゲート4隻が視界に現れた。ブスタマンテは指揮下の戦隊に戦闘隊形を取るよう命じた。1時間もしないうちに、イギリス艦隊の戦列は到着し、スペイン艦隊の風上の「ピストルの射程内」の距離に並んだ。
イギリス艦隊の指揮官ムーアはアスコット海尉をスペインの旗艦「メデイア」に派遣し、彼の要求を伝えた。ブスタマンテは当然それを拒絶したので交渉は長引き、しびれを切らしたムーアは午前10時、「メデイア」の艦首越しに1発の威嚇射撃を行った。それを合図にしたかのように全面的な交戦が開始された。10分もしないうちに「メルセデス」が火薬の爆発により沈没した。240人の乗組員のうち救助されたのはわずか40人だった。戦闘開始後30分で「サンタクララ」と「メデイア」は降伏したが、「ファーマ」は「メデューサ」を振り切って逃走を試みた。ムーアは最も速い「ライブリー」に追跡を命じ、「ライブリー」は数時間後に「ファーマ」を捕えた。3隻のスペイン艦は、ジブラルタルを経由してイングランドのゴスポートに護送された。

## 結末
スペインは1804年12月14日にイギリスに対して宣戦布告し、その12月2日に自ら皇帝となっていたナポレオンはイギリスとの戦いの盟友を得た。しかしその同盟は1年足らずの後、1805年10月にトラファルガーの戦いで敗北を喫することになる。
1708年の法律 the Cruizers and Convoys Act によって、海上で捕獲された敵船は「勝者の権利」として捕獲者の財産とされ、船と貨物のすべての財貨を賞金として受け取ることになっていた。しかし今回の場合、実力行使の時点でイギリスとスペインは法的には交戦状態になく、ゆえに海軍法廷はこの3隻の船が「海軍本部の権利」であり、すべての収益は海軍本部に帰すると結論した。4隻のスペイン艦が運んでいたのは金貨130万枚、銀貨350万枚、金のインゴット15万本、羊毛75袋、錫の延べ棒1,666本、銅塊571個、それにアザラシの皮と油だった。そのうち銀120万枚、銅の半分、錫の4分の1は「メルセデス」とともに沈んでしまったが、残りの船と貨物は90万ポンドの価値があるとされた。法律論議が繰り返された結果、法に基づかない政府の「任意の給付」が支払われることになった。
捕獲されたスペインのフリゲートはいずれもイギリス海軍に編入され、「メデイア」は「インペリュース(Imperieuse)」、「サンタ・クララ」は「レオカディア(Leocadia)」、「ファーマ」は「フェイム(Fame)」と改名された。

## 戦闘序列

### スペイン
- メディア(Medea) ： 40門フリゲート、戦隊旗艦、艦長フランシスコ・デ・ピエドローラ・イ・ベルドゥゴ（Capitán Francisco de Piedrola y Verdugo）
- ファーマ(Fama) ： 34門フリゲート、艦長ミゲル・ザピアン・イ・バラダレス（Capitán Miguel Zapiain y Valladares）
- メルセデス(Mercedes) ： 36門フリゲート、艦長ホセ・マヌエル・デ・ホイコア・イ・ラバルト（Capitán Jose Manuel De Goicoa y Labart）
- サンタ・クララ(Santa Clara) ： 34門フリゲート、艦長アレソン・イ・ブエノ（Capitán Aleson y Bueno）

### イギリス
- インディファティガブル(Indefatigable) ： 44門フリゲート、戦隊指揮官（先任艦長）グレアム・ムーア
- ライブリー(Lively) ： 38門フリゲート、艦長サー・グレアム・イーデン・ハモンド
- アンフィオン(Amphion) ： 32門フリゲート、艦長サムエル・サットン
- メデューサ(Medusa) ： 32門フリゲート、艦長ジョン・ゴア

## 小説への登場
- セシル・スコット・フォレスターの小説『砲艦ホットスパー』（ホーンブロワーシリーズ第3巻）において、主人公ホーンブロワーの艦は一旦この戦隊に加わるが、逃亡するフランス艦を追跡したため、この捕獲劇には参加できなかった。
- パトリック・オブライアンの小説『勅任艦長への航海』（オーブリー&マチュリンシリーズ第2巻）で、主人公オーブリーはこの時臨時に「ライブリー」の指揮を取っており、「サンタ・クララ」と「ファーマ」を捕獲している。